# Cuélebre

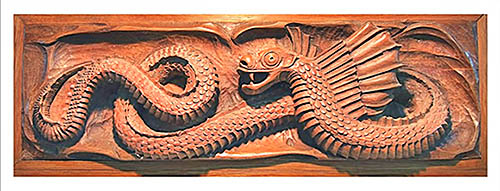
El Cuélebre. Sculpture sur bois par Lise.

Le Cuélebre ou  Culebre est une créature que l'on retrouve dans les régions celtiques de l'Espagne : dans les mythologies galicienne, asturienne et cantabre.

## Description
Il apparaît en général sous les formes d'un dragon-serpent ailé de grande taille avec une tête. Son corps est écailleux de couleur verte et rouge. Quand il atteint des proportions gigantesque et ses écailles deviennent dures comme fer, il s'envole vers la mer pour plonger dans ses profondeurs et veiller sur les nombreux trésors qui s'y cachent' 

## Mythes et rôle
Sa fonction est de surveiller les trésors. Dans la mythologie asturienne, il existe de nombreuses références à ces trésors occultes constitués de pièces d'or de grandes valeurs.  
Le Cuélebre a l'habitude d'être dérangé par des hommes vivant près de sa cachette, souvent dans un bois, une grotte ou une fontaine.
Cette créature s'alimente d'êtres humains morts ou vifs. Le point faible du Cuélebre est sa gorge car le reste de son corps et couvert de dures écailles qui le rendent pratiquement invulnérable. Lorsque la créature se fait vieille elle s'engloutit au fond de la mer avec ses trésors pour se reposer.
Au milieu de l'été, qui est une nuit magique dans le folklore asturien et cantabrique, il est possible pour les hommes courageux de vaincre le cuélebre, dont les sorts ne prennent pas effet cette nuit-là, et d'épouser le xana et d'obtenir le trésor. Cependant, dans les régions cantabriques, on dit que la nuit de la Saint-Barthélemy est une période au cours de laquelle la créature augmente son pouvoir et déchaîne toute sa fureur contre les gens pour se venger. 

## Dans les Arts
- Dans son album Soy un corazón tended al Sol (1978), le chanteur asturien Víctor Manuel lui a dédié une chanson du même nom (bien qu'elle soit également connue sous le nom de Danza del cuélebre), qui a ensuite été reprise par divers artistes.